# Alexandrella mixta
Alexandrella mixta är en kräftdjursart. Alexandrella mixta ingår i släktet Alexandrella och familjen Stilipedidae. Inga underarter finns listade i Catalogue of Life.